# Moritz Laurentius
Moritz Karl Wilhelm Laurentius (* 25. Mai 1821 in Altenburg; † 11. November 1891 ebenda) war ein deutscher Jurist und Politiker.

## Leben
Als Sohn eines Hofbuchbindermeisters geboren, besuchte Laurentius das Friedrichgymnasium Altenburg. In Jena und Leipzig studierte er Rechtswissenschaften. Während seines Studiums in Jena wurde er 1840 Mitglied der Burschenschaft auf dem Burgkeller.
Nach seinem Studium war er als Auditor in Roda tätig und wurde nach einjähriger Tätigkeit bei den Patrimonial-Gerichten in Dobitschen, Schwanditz, Zschöpperitz und Romschütz 1846 Stadtschreiber in Schmölln. Dort gründete er 1846 den Männerturnverein und wurde als „Turnvater Schmöllns“ bekannt. Laurentius wurde in den Landtag des Herzogtums Sachsen-Altenburg gewählt. 1848 war er Hauptmann der Bürgergarde. Als solcher wandte er sich gegen die Republik und stellte sich gegen die Revolution. 1849 wurde er Staatsanwalt. Er führte nach der gescheiterten Revolution von 1848/49 die Anklage gegen Adolph Douai und dessen Genossen. Vom 1. November 1861 bis zum 31. Dezember 1879 war er Oberbürgermeister und Polizeidirektor von Altenburg. Am 1. Mai 1864 wurde er Mitglied des Herzoglichen Ministeriums. Im Deutsch-Französischen Krieg 1870/71 erwarb er sich große Verdienste um die Fürsorge für die Verwundeten, wofür er mit dem Preußischen Königlichen Kronen-Orden und dem Genfer Kreuz ausgezeichnet wurde. Ebenso im Russisch-Türkischen Krieg 1877, in dem er für das Rote Kreuz tätig war, weshalb er mit russischen Orden dekoriert wurde.
1879 wurde Laurentius Ehrenbürger von Altenburg. 1880 wurde er Vortragender Rat und Ständiger Stellvertretender Chef des Herzoglichen Ministeriums, zuständig für die Abteilung des Innern. 1882 wurde er Geheimer Regierungsrat.